# Howard, a kacsa
A Howard, a kacsa (eredeti cím: Howard the Duck) színes amerikai családi film, az 1986-ban bemutatott az Universal Pictures és a Lucasfilm által készült filmvígjáték, melynek rendezője és társírója Willard Huyck. A film az azonos című Marvel képregény alapján készült, melyet Steve Gerber író és Val Mayerik rajzoló készített. A film leszerepelt a kritikusoknál és anyagilag is hatalmas bukás volt. A bevétel alighogy megtérítette a készítés költségét (csupán egymillió dollár volt a kettő közötti differencia).
Amerikában 1986. augusztus 1-jén mutatták be a mozikban, Magyarországon 1990 júniusában adták ki VHS-en.

## Cselekmény
Howard, a kacsa egy alternatív dimenzióban él, ahol a Földhöz hasonló világ van, de azt emberszerű kacsák uralják. Egyik nap Howard fotelestül egy különös féregjáraton át repül keresztül, amiből kikerülve Cleveland egyik sikátorában találja magát. Itt találkozik Beverly Switzlerrel, akit néhány suhanc támad meg, de Howard harcművészeti képességei révén megfutamítja őket, a lány azután otthonába invitálja fura megmentőjét. Másnap felkeresik Beverly egyik ismerősét, a feltaláló Phil Blumburttet, hátha tud neki segíteni visszajutni a világába, miután azonban kiderül, hogy Phil csak portás Howard csalódottságában lelép egy időre, de a kitérő után visszatér Beverlyhez, ekkor tudja meg, hogy Beverly egy Cherry Bomb nevű együttes tagja, így az együttessel marad annak menedzsereként. Közben Phil kollégáival rájön, hogy az általuk kipróbált eszköz tarnszdimenzionális sugarakat tud kibocsátani, ez hozta Howardot is a Földre. Csakhogy a készülék működtetése során egy másik dimenzióból egy másik, démoni létforma is átjutott, aki megszállta Phil egyik kollégája, Dr. Walter Jenning testét és célja, hogy újra átjárót nyisson a maga dimenziójához a magfajta démoni lényeknek. A megszállt Jenning mindenütt pusztítást hagy maga után, később pedig Beverlyt is elrabolja, Howard és Phil számos kaland után így együtt indul kiszabadítani és megállítani a démonok megszállási kísérletét…

## Szereposztás
| Szereplő               | Eredeti hang         | Magyar hang          |
| ---------------------- | -------------------- | -------------------- |
| Howard, a kacsa        | Chip Zien            | Gyabronka József     |
| Az Univerzum sötét ura | Brian Steele         | Kránitz Lajos        |
| Szereplő               | Színész              | Magyar hang          |
| Beverly Switzler       | Lea Thompson         | Kökényessy Ági       |
| Phil Blumburtt         | Tim Robbins          | Kerekes József       |
| Dr. Walter Jenning     | Jeffrey Jones        | Dunai Tamás          |
| Larry, tudós           | David Paymer         | Varga T. József      |
| Welker hadnagy         | Paul Guilfoyle       | Jakab Csaba          |
| Ronette                | Liz Sagal            | Vándor Éva           |
| Cal                    | Dominique Davalos    | N/A                  |
| K. C.                  | Holly Robinson Peete | N/A                  |
| Ginger Moss            | Tommy Swerdlow       | Mihályi Győző        |
| Ritchie                | Richard Edson        | Szabó Sipos Barnabás |
| Carter                 | Miles Chapin         | N/A                  |
| Dr. Chapin             | Paul Comi            | Izsóf Vilmos         |
| Cora Mae               | Virginia Capers      | Pásztor Erzsi        |

## Filmzene
- Duckworld Television Muzak
- Hunger City
- Don't Turn Away (Reprise)
- It Don't Come Cheap
- Anxiety Montage
- Duckter Dread Dub
- Two More Bottles of Wine
- Howard the Duck
- Don't Turn Away

## Forgatás és fogadtatás
Hogy Howard képregénye alapján film készüljön George Lucas javasolta, emiatt lett az egyetemi évfolyamtársa, Willard Huyck a rendező is, és persze Lucas cége, a Lucasfilm gyártotta le, a filmmel azonban már induláskor több gond volt. Howard karaktere sokban hasonlított Donald kacsára, ezért a Disney folyamatosan ellenőrizte, hogy a karakter ne hasonlítson az ő kacsájukra (korábban a képregényben is ezért kellett változtatásokat eszközölni). A másik gond, hogy Howard egy szabadszájú, szivarozó, sört vedelő, gyakran szexuális célzásokat tevő karakter volt a képregényekben, a rendező Huyck és felesége, a producer Gloria Katz pedig ezt a felnőttesebb karaktert kívánták megjeleníteni animációs filmben, a Universal Pictures viszont csak családbarátabb élőszereplős filmet volt hajlandó finanszírozni, ráadásul szűk egy évet szabtak csak a forgatásra.
A filmterv felborítása mellett maga Howard, vagyis a bábjának megvalósítása okozta az igazi problémát, mivel az technikailag meglehetősen körülményes, ugyanakkor nevetséges is volt. A jelmez ezen kívül nagyon meleg volt, ezért külön hűtőrendszert kellett beleépíteni és alig lehetett belőle kilátni, így a benne lévő színész, Ed Gale vagy Jordan Prentice gyakorlatilag szinte vakon játszott, már ha egyáltalán tudott benne mozogni. A figura utószinkronja is problémás volt, mert a nehezen, lassan mozgó csőrhöz kellett a szöveget igazítani, ezért a Howardot eredetileg szinkronizáló Robin Williams néhány nap után ott is hagyta a forgatást, mondván ilyen lassú tempóban nem tud dolgozni. Ezután lett Chip Zien Howard eredeti hangja – akit elmondása szerint a premierre meg sem hívtak. A problémás forgatás mellett több kínos körülmény is övezte a film bemutatóját, például az, hogy a címszereplő Howardot alig merték plakáton megmutatni, mivel maguk a filmesek is elbizonytalanodtak a figura filmbéli megjelenítésén.
Az 1986. augusztus 1-i bemutató után azonban a kritika földbe döngölte a filmet az infantilis történet miatt és a mozikba is csak szállingóztak a nézők. Szintén Zien mesélte, hogy a bemutató napján egy New York-i moziba ment megnézni a filmet, ahol összesen talán egy tucatnyian ültek. Őket ráadásul maga Zien próbálta lebeszélni a filmről, mert javarészük kisgyerekes anya volt, és a film kisgyerekeknek számos ponton nagyon ijesztő. A film bukása Huyck filmes karrierjének végét is jelentette, Lucason kívül egyedül talán Tim Robbins tudott sikeres maradni, akinek ezután indult el igazán a színészi karrierje, dacára, hogy a filmbéli szerepéért Arany Málna díjra is jelölték, mint a „legrosszabb mellékszereplő”. A film hét Málna-jelölésből végül négyet kapott meg, köztük a „legrosszabb filmét” is.

## Televíziós megjelenések
- RTL Klub, TV2, Viasat 3, Paramount Channel